# Julia Gruber

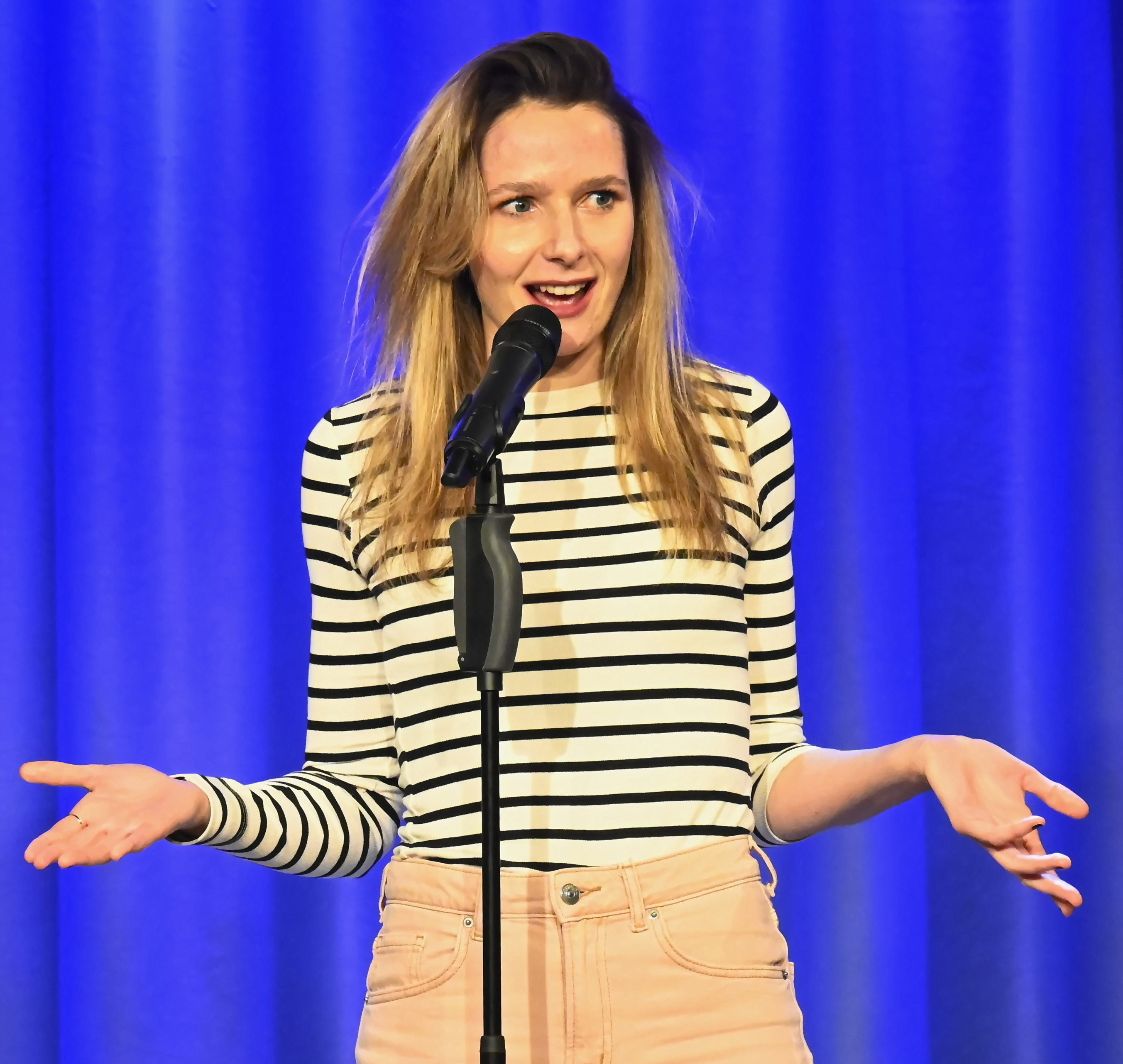
Julia Gruber, 2025

Julia Gruber (* 7. Dezember 1988 in Oberviechtach) ist eine deutsche Schauspielerin, Synchronsprecherin, Moderatorin, Redakteurin, Drehbuchautorin und Podcasterin. 

## Leben
Julia Gruber wuchs in Teunz auf. Nach dem Abitur 2008 am Ortenburg-Gymnasium in Oberviechtach durchlief sie bis 2010 eine Ausbildung zur Redakteurin und Moderatorin bei Radio Ramasuri in Weiden in der Oberpfalz. 2010/11 absolvierte sie eine Ausbildung zur Studiosprecherin an der Christian Rode-Sprecherschule in Berlin. Von 2011 bis 2015 erhielt sie eine Schauspielausbildung an der Athanor Fachakademie für Darstellende Kunst in Burghausen / Passau.
Als Radio-Moderatorin war sie von 2008 bis 2011 für Radio Ramasuri, anschließend als Freie bis 2014 bei Radio ISW, danach bis 2016 bei UnserRadio sowie von 2016 bis 2018 bei Radio Galaxy Bayern und Gong FM tätig. 2019 und 2020 folgte eine Zeit bei Radio Bamberg, sowie von 2021 bis 2023 bei Radio Trausnitz.
2015 stand sie am Wiener Off-Theater in Der Alltag einer Ratte auf der Bühne. In der Saison 2015/16 spielte sie am Theater für die Jugend / Märchenalm Burghausen unter Regisseur und Intendant Mario Eick die Rolle der Prinzessin Anna in Der Froschkönig und Müllerstochter und Königin Luise in Rumpelstilzchen. Beim Dramasuri-Theaterfestival im Priener Eichental verkörperte sie 2017 in Das Maß der Dinge die Rolle der Evelyn. Am Freilandtheater Bad Windsheim war sie 2018/19 in In alter Freundschaft in der Rolle der Nora Korbes zu sehen. Mit dem Zimmertheater Uffing spielte sie 2019 in diversen Grundschulen in Bayern das Einpersonenstück Jenny Hübner greift ein.
Gruber war u. a. in Kurzspielfilmen wie Lady Marzipan von Nebojsa Ognjanovic, Schönheit und Fenestra von Daniel Alvarenga und Stille – Das Ende des Schweigens von Marlon Mangweth Goiri zu sehen. Im Fernsehen hatte sie 2019 in der Folge Ein bissiger Wolf der ZDF-Serie Die Rosenheim-Cops eine Episodenrolle als Marina Wöhrl. Außerdem spielte sie 2019 im Kinofilm Wer Frieden sucht von Daniel Alvarenga die Rolle der Nathalie Schütz. Von Juli 2020 (Folge 3400) bis Februar 2021 (Folge 3540) spielte sie die Rolle der Pferdepflegerin Amelie Limbach in der ARD-Fernsehserie Sturm der Liebe. Darüber hinaus war Gruber in diversen (Vorabend-)Serien wie Hubert ohne Staller, In aller Freundschaft oder Der Alte zu sehen.
In der ARD-Hörspielserie Mia Insomnia spielt Julia Gruber – neben Kolleg*innen wie Bastian Pastewka, Luise Befort, Oliver Rohrback und einigen mehr – die Titelrolle Mia Johannsson. Zudem ist die (Synchron-)Sprecherin in zahlreichen Hörbüchern, Computerspielen (Borderlands, Word of Warcraft, Call of Duty etc.), weiteren Hörspielen sowie Filmen und Serien zu hören.
Seit Dezember 2024 ist sie Host ihres eigenen Podcasts ICH BIN DA – Senior*innen erzählen aus ihrem Leben. Dafür spricht sie mit der älteren Generation 60+ über deren Leben. Zu hören ist der Podcast auf Spotify und YouTube.

## Filmografie (Auswahl)

### Als Schauspielerin
- 2016: Lady Marzipan (Kurzfilm)
- 2017: Bag Attack (Langspielfilm)
- 2019: Schönheit (Kurzfilm)
- 2019: Die Rosenheim-Cops – Ein bissiger Wolf (Fernsehserie)
- 2019: Wer Frieden sucht (Kinofilm)
- 2020: Fenestra (Kurzfilm)
- 2020–2021: Sturm der Liebe (Fernsehserie)
- 2022: Timewarp (Kurzfilm)
- 2022: Hubert ohne Staller (Fernsehserie)
- 2024: Hundswut (Kinofilm)
- 2024: In aller Freundschaft: Außer Atem (Fernsehserie)
- 2024: Die Rosenheim-Cops – Der Chorschatten (Fernsehserie)
- 2025: Der Alte – Der König von Maierbrunn (Fernsehserie)
- 2025: Lennis 4 Jahreszeiten (Kinofilm)
- 2025: Unbroken – The Song of Survivors (Kinofilm)

### Als Synchronsprecherin
- 2017: Scarecrows – Hannah Gordon als Ash
- 2017: Adrenochrome – Jordan Monaghan als Bonnie
- 2018: The Drownsman – Michelle Mylett als Madison
- 2018: Memento Mori – Charlotte De Wulf als Fleur
- 2018: Secret Santa – A Leslie Kies als April
- 2018: Along Came the Devil – Jessica Barth als Tanya Winbourne
- 2019: House of Purgatory – Lisa Musser als Megan
- 2019: St. Agatha – Sabrina Kern als Mary / Agatha
- 2019: She Never Died – Kiana Madeira als Suzzie
- 2021: Wrong Turn – The Foundation – Charlotte Vega als Jen Shaw
- 2021: Love, Bubbles & Crystal Cove – Wellness fürs Herz – Stephanie Bennett als Skye Parker
- 2022: Die Prinzessin und ihr Bodyguard – Emily Alatalo als Lexi
- 2022: The Pink Cloud – Renata de Lélis als Giovana
- 2023: The Next Step – Lebe deinen Traum – Juliet Doherty als Sam
- 2023: Goodbye, Don Glees! – Wege Einer Freundschaft – Kana Hanazawa als Tivoli
- 2023 – 2024: Yashahime: Princess Half-Demon – Sara Matsumoto als Towa Higurashi
- 2023: The Iron Claw – Chelsea Edmundson als Tania
- 2024: 3 Body Problem – Lily Newmark als Nora
- 2024: Pokémon Horizonte – Rina Hidaka als Wakaba; und als Sabbaione
- 2024: Marys magische Reise – Charlene McKenna als Tansey
- 2024: Beelzebub – Ayaka Shimizu als Ryouko Asuka
- 2024: Bleach – Chinami Nishimura als Kiyone Kotetsu
- 2024: Young Justice – Maggie Q als Wonder Woman
- 2024: My Sailor, My Love – Nora-Jane Noone als Kelly
- 2025: Lioness – Die Löwin – Shira Duizend als Isabel
- 2025: Found – Dayanari Umaña als Jayla
- 2025: The Happiness Playbook – Kabby Borders als Amy